# Ekaterine Gorgodze
Ekaterine Gorgodze (în georgiană ეკატერინე გორგოძე; n. 3 decembrie 1991) este o jucătoare de tenis din Georgia.
Gorgodze a câștigat două titluri de dublu pe circuitul WTA și, de asemenea, patru titluri de dublu pe circuitul WTA Challenger, împreună cu 17 titluri de simplu și 29 de dublu pe Circuitul feminin ITF. Cea mai bună clasare a sa la simplu este locul 108 mondial, la 23 mai 2022, iar la dublu, locul 43 mondial.
De la debutul ei pentru echipa Georgia Fed Cup în 2007, Gorgodze a acumulat un record de victorii-înfrângeri de 18–20.